# El Limón (Balancán)
El Limón es un ejido del municipio de Balancán ubicado en la subregión de los Ríos del estado mexicano de Tabasco.

## Geografía
La localidad se ubica a 22.4 kilómetros (en dirección este) de la localidad de Balancán de Domínguez, la cabecera y lugar más poblado del municipio. Se sitúa en las coordenadas geográficas 17°44′31″N 91°20′49″O / 17.741944, -91.346944, a una elevación de 20 metros sobre el nivel del mar.

## Demografía
Según el Conteo de Población y Vivienda 2020, efectuado por el Instituto Nacional de Estadística y Geografía, la localidad de El Limón tiene 385 habitantes, de los cuales 189 son del sexo masculino y 196 del sexo femenino. Su tasa de fecundidad es de 2.85 hijos por mujer y tiene 121 viviendas particulares habitadas.
| Gráfica de evolución demográfica de El Limón entre 1900 y 2020 |
|                                                                |
| INEGI.                                                         |